# Néurula

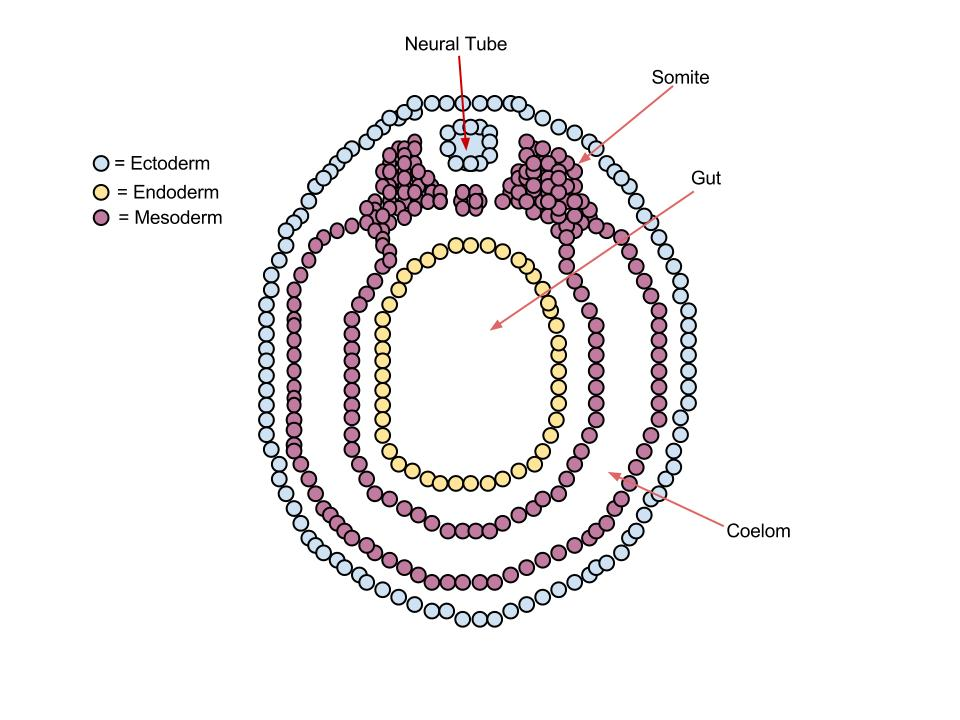
Sección transversal de un embrión de vertebrado en la etapa de néurula. Las secciones marcadas son las que más contribuyen a la formación de las estructuras y órganos de los vertebrados. La notocorda funciona como una varilla de soporte dorsal y luego es reemplazada por la columna vertebral en todos los vertebrados, excepto en los anfibios. El tubo neural se convierte en el cerebro y la médula espinal. Los somitas dan lugar a la columna vertebral y a los músculos de cada segmento. Cuando se desarrollen los órganos internos, se ubicarán en el celoma.

Néurula es el nombre que recibe un embrión después de concluir la etapa de gastrulación y se encuentra en fase de neurulación. Procede de la gástrula y se caracteriza principalmente por la formación de los esbozos embrionarios que darán lugar al sistema nervioso, como el tubo neural. 

- Datos: Q575877